# Скифский поход Дария I
Скифский поход Дария I — военный поход Дария I, царя Ахеменидской державы, в часть Европейской Скифии в 513 году до нашей эры. Скифы были восточноираноговорящим народом, который вторгся в Мидию, восстал против Дария и пригрозил нарушить торговлю между Средней Азией и берегами Чёрного моря, поскольку они жили между реками Дунай и Дон и Черным морем. Кампания проходила в частях нынешних Балкан, Украины и юга России.
Скифам удалось избежать прямого столкновения с персидским войском благодаря их кочевому образу жизни и отсутствию каких-либо поселений (кроме Гелона), а персы несли потери из-за тактики выжженной земли скифов. Однако персы завоевали большую часть их возделываемых земель и нанесли ущерб их союзникам, заставив скифов уважать персидскую силу. Дарий остановил наступление, чтобы избежать дальнейших потерь, и построил оборонительную линию.

## Поход
Дарий пересек Чёрное море в проливе Босфор по понтонному мосту. Дарий завоевал большие территории в Восточной Европе, даже пересек Дунай, чтобы вести войну со скифами. Дарий вторгся в Скифию со своим полководцем Мегабазом, где скифы уклонялись от армии Дария, используя манёвры и отступая на восток, опустошая сельскую местность, засыпая колодцы, перехватывая обозы, разрушая пастбища и совершая непрерывные стычки с армией Дария. Стремясь сразиться со скифами, армия Дария преследовала скифскую армию глубоко в скифских землях, в основном на территории современной Украины, где не было городов, которые можно было бы завоевать, и не было запасов корма. В отчаянии Дарий отправил письмо скифскому вождю Иданфирсу с просьбой сразиться или сдаться. Правитель ответил, что не станет останавливаться и сражаться с Дарием, пока персы не найдут и не осквернят могилы предков скифов. А до тех пор они будут продолжать свою стратегию, так как им нечего терять — ни городов, ни обрабатываемых земель.
Геродотом так описывает этот момент: «— Зачем вы убегаете от нас, скифы? Если вы считаете себя сильнее — вступайте с нами в бой. А если вы слабее — пришлите нашему владыке „землю и воду“ и покоритесь. — Мы не убегаем от вас, персы. Мы просто кочуем по своим степям, как привыкли с давних пор».
Несмотря на тактику уклонения скифов, кампания Дария пока что была относительно успешной. Согласно Геродоту, тактика скифов привела к потере их лучших земель и нанесению ущерба их верным союзникам. Дело в том, что Дарий владел инициативой. По мере продвижения на восток в возделываемые земли скифов, его обеспечивал свой флот.
Продвигаясь на восток в европейские скифские земли, он захватил Гелон, большой укрепленный город будинов, союзников скифов, и сжёг его.

### Окончание похода
Дарий приказал остановиться на берегу Оара, где он построил «восемь больших укреплений на равном расстоянии — около 60 стадий друг от друга», без сомнения, в качестве пограничной защиты. Как утверждает «Кембриджская древняя история: Персия, Греция и Западное Средиземноморье, ок. 525—479 до н. э.», Дарий, по всей видимости, зашёл настолько далеко на восток, насколько собирался. После месяца погони за скифами армия Дария понесла потери из-за усталости, лишений и болезней. В своей «Истории» Геродот утверждает, что руины фортов все еще стояли в его дни. Обеспокоенный потерей большего количества своих войск, Дарий остановил марш на берегу реки Волги и направился во Фракию. Ему не удалось вывести скифов на прямую битву, и до тех пор, пока он не сделал этого, у него не было особых причин для защиты завоеванных территорий. Инициатива по-прежнему была за ним. Поскольку тактика уклонения от армии Дария и выжженной земли была продолжена скифами, они, однако, полностью потерпели неудачу, хотя Дарий тоже потерпел неудачу, поскольку все еще не мог склонить скифов к прямому противостоянию. Он завоевал достаточно скифских территорий, чтобы заставить скифов уважать персидские силы.
Однако многие другие исследователи отмечали, что кочевой характер хозяйства скифов и обширность их территории оправдывали способ действий с военной точки зрения. Критический современный анализ действий скифов дан, например, в работе крупного специалиста по античности Причерноморья Блаватского В. Д..

## Другие причины вторжения за Дунай
Вся территория от центральной Фракии до Грузии и от Украины до северо-восточного Средиземноморья образовывала компактную территорию со взаимными экономическими интересами между скифами, фракийцами или ионийцами и иранцами. В стратегическом плане Дарий, должно быть, видел, что некоторые скифские народы кочевали от Украины до современного Узбекистана, образуя общность опасных кочевых налетчиков. Кроме того, контроль над Черным морем не признавал международных разделений. Персы и греки (многие из которых жили в Персидской империи, в то время как другое число проживало в греческих колониях на территории нынешней южной Украины) обладали общими интересами в стремлении контролировать источник скифского экспорта золота, зерна, шкур и т. д. и меха. Как говорится в «Кембриджской древней истории», Ктесий, греческий врач при персидском дворе ок. 400 г. до н. э., писал, что перед вторжением Дария в европейские скифские земли сатрап Каппадокии по имени Ариарамн пересек Черное море на север, совершив набег на европейские скифские регионы с флотом из тридцати пентеконтер, вернувшихся со скифскими мужчинами и женщинами, в том числе братом скифского царя.
Хотя некоторые предполагали, что целью вторжения Дария было простое уничтожение скифских земель, возведение моста через Геллеспонт противоречит этому; его превосходящий флот мог легко переправить войска, так как у скифов вообще не было флота.

## Дата похода
Геродот не упоминает время года, однако, как утверждает Кембриджская древняя история, можно сделать вывод, зная, что, если бы Дарий двинулся из Суз весной 513 года, он достиг бы Халкидона в мае и собрал свою армию на европейском берегу в июне. Таким образом, он мог начать переход за Дунай в конце августа.

### Другие версии похода
Современные историки отрицают геродотову версию похода из-за её нереальности и того факта, что другие источники рассказывают совсем другую версию.

«В настоящее время все согласны с тем, что персидское войско дошло только до Бессарабии»— Рихард Хенниг
Современник Геродота Ктесий Книдский, находившийся в плену у персов с 414 по 398 г. до н. э. и написавший историю Персии по данным самих персов, не упоминает никакого похода вглубь Скифии, наоборот, он описывает неудачу персидского войска, используя в качестве источника самих персов с характерным для того времени преувеличением в численности армии, но при этом у него отсутствует какое-либо упоминание героического похода персидской армии по Скифии в течение 60 дней.

«Скифский царь Скифарб в гневе [после набега Ариарамна] написал Дарию дерзкое письмо; ему был дан такой же ответ. Собрав 800 000 войска и построив мосты на Боспоре и Истре, Дарий переправился в Скифию, пройдя на 15 дней пути. Они послали друг другу луки; скифский лук оказался крепче. Поэтому Дарий обратился в бегство, перешел через мосты и поспешно разрушил их прежде, чем переправилось все войско. Оставленные в Европе 80 000 были перебиты Скифарбом»
Таким образом, поход Дария длился 15 дней в одну сторону и не пересекал ни Днестра (Тираса), ни Буга (Гиппаниса), ни Днепра (Борисфена), упоминания которых также отсутствует в геродотовой версии.
Полностью согласуются с данными Ктесия и данные Страбона, который пользовался другими независимыми источниками:

«…от Истра до Тираса лежит „Пустыня гетов“ — сплошная безводная равнина. Здесь Дарий, сын Гистаспа, перейдя во время похода на скифов через Истр, попал в западню, подвергшись опасности погибнуть со всем войском от жажды; однако царь, хотя и поздно, понял опасность и повернул назад»
В отличие от Геродота, Ктесий знает причину войны и события, предшествующие походу 512 г., что делает его данные более надежными:

«Дарий приказал каппадокийскому сатрапу Ариарамну перейти в Европу против скифов и взять в плен мужчин и женщин. Ариарамн, переправившись на 30 пятидесятивесельных судах, взял скифов в плен, причем захватил и брата скифского царя Марсагета, найдя его заключенным в оковы по приказанию брата за какой-то проступок»
Очевидно, что Геродот не знал об этом походе и делах ему предшествующих от независимых источников, изложенная им версия вероятнее всего рассказана ему каким-то милетянином, ненавидящим скифов.

## Последствия
Как говорится в «Кембриджской истории», Дарий нанёс существенный урон скифам и их союзникам, особенно ослабил престиж царских скифов и нарушил баланс сил между различными народами региона. Однако сам понес тяжелые потери и был вынужден отказаться от первоначальной задачи экспедиции - наказание скифов. Он даже не завершил строительство укреплений на том месте, которое могло стать границей державы. Скифы одержали победу в походе и войско Дария прекратило свое существование, кампания закончилась провалом. Поскольку наступила зима, Дарий не вернулся для повторного наступления и двинулся во Фракию, к своим надёжно защищенным территориям.
Некоторая форма персидского господства, возможно, осталась после ухода Дария, поскольку «заморские скифы» (древнеперсидская клинопись : 𐎿𐎣𐎠𐏐𐎫𐎹𐎡𐎹𐏐𐎱𐎼𐎭𐎼𐎹, Sakā tayaiya paradraya) упоминаются в Накш-э Рустам как один из народов, который царь завоевал за пределами Персии. Персидская власть никогда не могла распространиться за пределы Дуная ни в какой мере.

## Оценка
Решающее последствие Скифского похода было в том, что персы отказались от попытки поработить европейских скифов. Геродот был прав в своей оценке, что скифы своим побегом обязаны своей мобильности, отсутствию населенных пунктов и мастерству конных лучников. Кроме того, он заявляет, что их отказ подчиниться Персии был обусловлен такими факторами, как авторитарная власть царей, широко распространенная неприязнь к чужеземцам (IV.76.1) и вера обычного человека в то, честью для него и для его племени будет убийство врагов. Различные скифские племена сотрудничали друг с другом, заручившись поддержкой других соседних народов. В этом отношении, как утверждает Кембриджская древняя история, они продемонстрировали большее чувство общности, чем греческие города-государства в большей части последующих греко-персидских войн.